# Lawinium

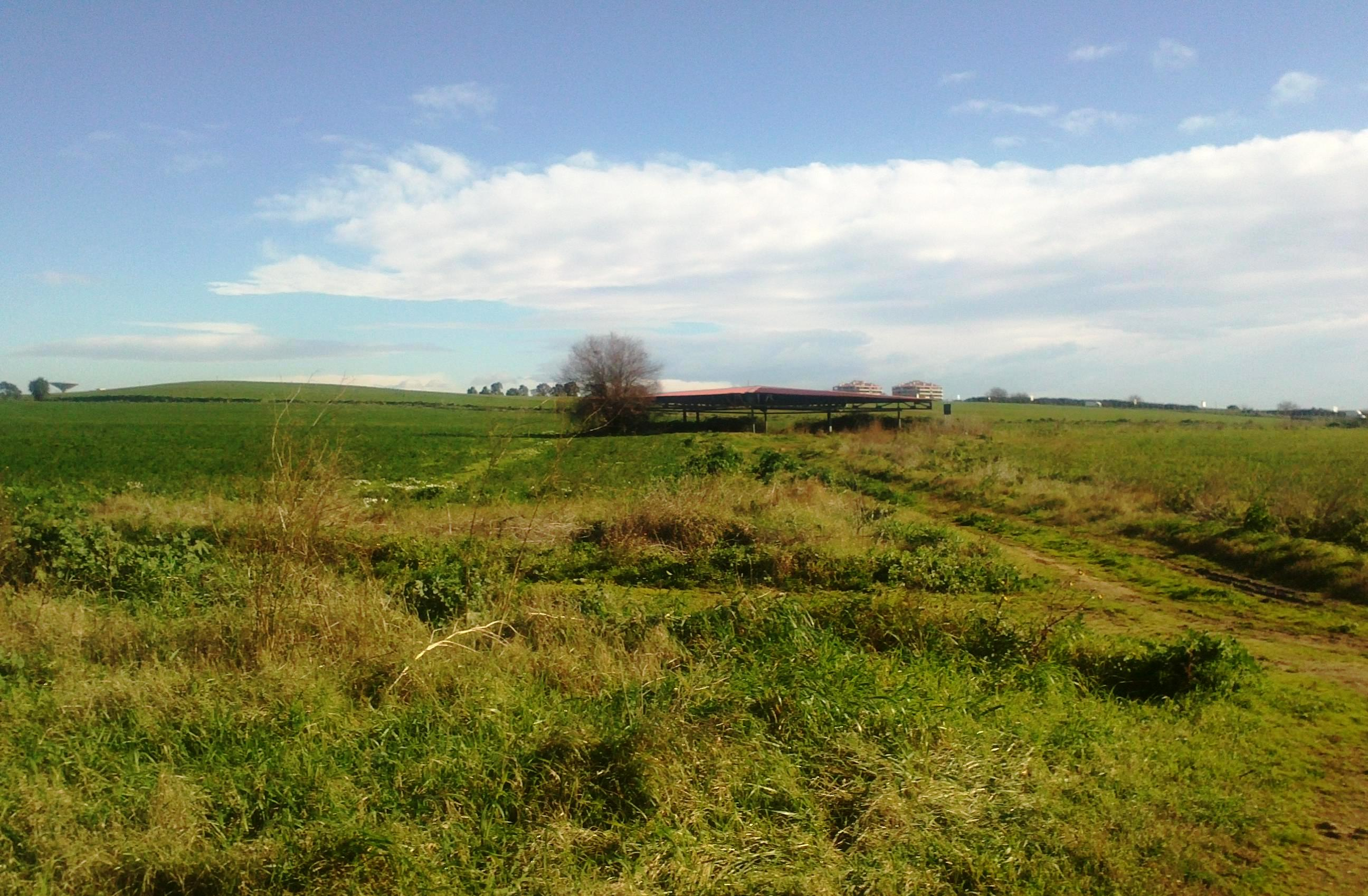
Lawinium dziś

Lawinium (łac. Lavinium) – jedno z najstarszych miast Związku Latyńskiego. Według legendy miał je założyć Eneasz i nazwać tak na cześć swojej żony Lawinii (łac. Lavinia). Początkowo o dominującym znaczeniu, chociaż utrzymujące przyjazne układy z Rzymem. Później podupadło i zostało wchłonięte przez miasto znad Tybru.
Rzymianie lubowali się w dosadnym języku, przekraczając zasady konwencjonalnego zachowania, zaś Lawinium było znane z organizowania całomiesięcznego festiwalu, w którym wypowiadano nieprzyzwoite i obraźliwe kwestie